# Mareuil-sur-Ay

Mareuil-sur-Ay este o comună în departamentul Marne, Franța. În 2009 avea o populație de 1,204 de locuitori.